# Căpitănia Generală a Venezuelei
Căpitănia Generală a Venezuelei (spaniolă Capitanía General de Venezuela) a fost un district administrativ al Spaniei coloniale, creat în 1777 pentru a oferi mai multă autonomie provinciilor din Venezuela, care erau anterior sub jurisdicția Viceregatului Noua Granadă și a Real Audiencia de Santo Domingo. A fost fondat ca un guvernamânt unificat politic, militar, fiscal și judiciar. Crearea sa a fost parte a Reformelor Bourbonice și a pus bazele viitorului stat Venezuela, în special prin orientarea provinciei Maracaibo către Caracas.